# NGC 3848
NGC 3848 је лентикуларна галаксија у сазвежђу Девица која се налази на NGC листи објеката дубоког неба.
Деклинација објекта је + 10° 16' 41" а ректасцензија 11h 42m 11,1s. Привидна величина (магнитуда) објекта NGC 3848 износи 12,8 а фотографска магнитуда 13,8. NGC 3848 је још познат и под ознакама NGC 3822, UGC 6661, MCG 2-30-15, IRAS 11395+1033, HCG 58A, CGCG 68-33, PGC 36319.